# Mella (rivière)
La Mella est une rivière d’Italie, dans la province de Brescia. Elle descend du val Trompia, à l’E. du lac d’Iseo, coule au S., passe à 2 kilomètres O. de Brescia et se jette dans l’Oglio, au-dessus d’Osliano, après un cours de 52 kilomètres. Cette rivière a donné sou nom à un département français du royaume d’Italie sous le premier Empire. Le chef-lieu de ce département était Brescia.
Catulle et Virgile ont attaché à la Mella un souvenir poétique ; le premier l’a mentionnée dans un vers gracieux, eu rappelant qu’elle arrose la plaine fertile de Brescia :

« Flavus quam molli percurrit flumine Mella.
(Carm., lxxvii, v. 31.) »

Virgile fait pousser sur ses bords une plante odorante, l’amellum, dont le nom paraît tiré de celui même de la rivière, et qu’il donne comme un remède assuré contre les maladies des abeilles (Géorg., 1. IV, v. 273), Hujus odorato, etc. : 

« Il est aussi dans ces prés une fleur que les laboureurs ont nommée amellum, plante facile à trouver. Elle est âpre à la bouche ; dans ces vallons dépouillés, les bergers la cueillent près du tortueux fleuve Mella. Fais-en bouillir les racines dans du vin parfumé et place devant tes ruches des corbeilles pleines de cette suave nourriture »

On ne sait pas bien ce que c’est que l’ameltum ; les commentateurs hésitent entre l’asper atticus, la camomille et la mélisse.

## Source
« Mella (rivière) », dans Pierre Larousse, Grand dictionnaire universel du XIXe siècle, Paris, Administration du grand dictionnaire universel, 15 vol., 1863-1890 [détail des éditions].